# World Series of Poker 2018
Les World Series of Poker 2018 sont la 49e édition des World Series of Poker, qui se déroule du 29 mai au 17 juillet 2018. Tous les tournois se déroulent au Rio All Suite Hotel and Casino de Las Vegas.
La nouveauté 2018 est l'introduction du format Big Blind Ante dans 8 événements. Dans ce format, un seul joueur (la big blind) paye les ante à la place des autres joueurs. Ce format a été mis en place sur les évenements 13, 20, 45, 54, 74, 77 and 78.

## Tournois
| #  | Tournoi                                                                            | Prix d'entrée | Inscrits | Gagnant                            | Prix         | Second                                   |
| -- | ---------------------------------------------------------------------------------- | ------------- | -------- | ---------------------------------- | ------------ | ---------------------------------------- |
| 1  | Casino Employees No-limit Hold'em                                                  | 565 $         | 566      | Jordan Hufty                       | 61 909 $     | Jodie Sanders                            |
| 2  | Super Turbo Bounty                                                                 | 10 000 $      | 243      | Elio Fox (en)                      | 393 693 $    | Adam Adler                               |
| 3  | No-limit Hold'em Shootout                                                          | 3 000 $       | 363      | Joe Cada                           | 226 218 $    | Samuel Phillips                          |
| 4  | Omaha hi-lo 8 or better                                                            | 1 500 $       | 911      | Julien Martini                     | 239 771 $    | Kate Hoang                               |
| 5  | High Roller                                                                        | 100 000 $     | 105      | Nick Petrangelo                    | 2 910 227 $  | Elio Fox (en)                            |
| 6  | Giant                                                                              | 365 $         | 8 920    | Jeremy Perrin                      | 250 966 $    | Luis Vazquez                             |
| 7  | Colossus                                                                           | 565 $         | 13 070   | Roberly Felicio                    | 1 000 000 $  | Sang Liu                                 |
| 8  | Mixed Triple Draw Lowball                                                          | 2 500 $       | 321      | Johannes Becker                    | 180 455 $    | Scott Seiver (en)                        |
| 9  | Omaha hi-lo 8 or better Championship                                               | 10 000 $      | 169      | Paul Volpe (en)                    | 417 921 $    | Eli Elezra                               |
| 10 | WSOP.com Online No-limit Hold'em                                                   | 365 $         | 2 972    | William Reymond                    | 154 996 $    | Shawn Stroke                             |
| 11 | PLO Giant                                                                          | 365 $         | 3 250    | Timothy Andrew                     | 117 024 $    | Pedro Arroyos                            |
| 12 | Dealer’s choice 6-handed                                                           | 1 500 $       | 406      | Jeremy Harkin                      | 129 882 $    | Frankie O'Dell (en)                      |
| 13 | Big Blind Antes No-limit Hold'em                                                   | 1 500 $       | 1 306    | Benjamin Moon                      | 315 346 $    | Romain Lewis                             |
| 14 | No-limit 2-7 Lowball Draw                                                          | 1 500 $       | 260      | Daniel Ospina                      | 87 678 $     | Timothy Mcdermott                        |
| 15 | H.O.R.S.E.                                                                         | 1 500 $       | 731      | Andrey Zhigalov                    | 202 787 $    | Timothy Frazin                           |
| 16 | Heads-up No-limit Hold'em Championship                                             | 10 000 $      | 114      | Justin Bonomo                      | 185 965 $    | Jason McConnon                           |
| 17 | No-limit Hold'em 6-handed                                                          | 1 500 $       | 1 663    | Ognyan Dimov                       | 378 743 $    | Antonio Barbato                          |
| 18 | Dealer’s choice 6-handed                                                           | 10 000 $      | 111      | Adam Friedman                      | 293 275 $    | Stuart Rutter                            |
| 19 | Pot-limit Omaha                                                                    | 565 $         | 2 419    | Craig Varnell                      | 181 790 $    | Seth Zimmerman                           |
| 20 | Big Blind Antes No-limit Hold'em                                                   | 5 000 $       | 518      | Jeremy Wien                        | 537 710 $    | David Laka                               |
| 21 | No-limit Hold'em Millionaire Maker                                                 | 1 500 $       | 7 361    | Arne Kern                          | 1 173 223 $  | Samad Razavi                             |
| 22 | 8-game Mix                                                                         | 1 500 $       | 481      | Philip Long                        | 147 348 $    | Kevin Malis                              |
| 23 | No-limit 2-7 Lowball Draw Championship                                             | 10 000 $      | 95       | Brian Rast (en)                    | 259 670 $    | Mike Wattel                              |
| 24 | Marathon No-limit Hold'em                                                          | 2 620 $       | 1 637    | Michael Addamo                     | 653 581 $    | Mark Sleet                               |
| 25 | Seven Card Stud hi-lo 8 or better                                                  | 1 500 $       | 596      | Benjamin Dobson                    | 173 528 $    | Tim Finne                                |
| 26 | Pot-limit Omaha                                                                    | 1 000 $       | 986      | Filippos Stavrakis                 | 169 842 $    | Jordan Siegel                            |
| 27 | H.O.R.S.E.                                                                         | 10 000 $      | 166      | John Hennigan                      | 414 692 $    | David Baker                              |
| 28 | No-limit Hold'em 6-handed                                                          | 3 000 $       | 868      | Gal Yifrach                        | 461 798 $    | James Mackey (en)                        |
| 29 | Limit 2-7 Lowball Triple Draw                                                      | 1 500 $       | 356      | Hanh Tran                          | 117 282 $    | Oscar Johansson                          |
| 30 | Pot-limit Omaha                                                                    | 1 500 $       | 799      | Ryan Bambrick                      | 217 123 $    | Sampo Ryynanen                           |
| 31 | Seven Card Stud                                                                    | 1 500 $       | 310      | Steve Albini                       | 105 629 $    | Jeff Lisandro                            |
| 32 | Seniors No-limit Hold'em                                                           | 1 000 $       | 5 918    | Matthew Davis                      | 662 676 $    | Bill Stabler                             |
| 33 | Poker Players Championship                                                         | 50 000 $      | 87       | Michael Mizrachi                   | 1 239 126 $  | John Hennigan                            |
| 34 | Double Stack No-limit Hold'em                                                      | 1 000 $       | 5 700    | Robert Peacock                     | 644 224 $    | Nicholas Salimbene                       |
| 35 | Pot-limit Omaha hi-lo 8 or better / Omaha hi-lo 8 or better / Big O (5-Card PLO/8) | 1 500 $       | 773      | Yueqi Zhu                          | 211 781 $    | Gabe Ramos                               |
| 36 | Super Seniors No-limit Hold'em                                                     | 1 000 $       | 2 191    | Farhintaj Bonyadi                  | 311 451 $    | Robert Beach                             |
| 37 | No-limit Hold'em                                                                   | 1 500 $       | 1 330    | Eric Baldwin (en)                  | 319 580 $    | Ian Steinman                             |
| 38 | Seven Card Stud Championship                                                       | 10 000 $      | 83       | Yaniv Birman                       | 236 238 $    | Jesse Martin                             |
| 39 | No-limit Hold'em Shootout                                                          | 1 500 $       | 908      | Preston Lee                        | 236 498 $    | Corey Dodd                               |
| 40 | Big Bet Mix                                                                        | 2 500 $       | 205      | Scott Bohlman                      | 122 138 $    | Ryan Hughes                              |
| 41 | Limit Hold'em                                                                      | 1 500 $       | 596      | Robert Nehorayan                   | 173 568 $    | Kevin Song (en)                          |
| 42 | Pot-limit Omaha 8-handed High Roller                                               | 25 000 $      | 230      | Shaun Deeb (en)                    | 1 402 683 $  | Ben Yu (en)                              |
| 43 | No-limit Hold'em                                                                   | 2 500 $       | 1 248    | Timur Margolin                     | 507 274 $    | Ismael Bojang                            |
| 44 | Limit 2-7 Lowball Triple Draw Championship                                         | 10 000 $      | 109      | Nicholas Seiken                    | 287 987 $    | Randy Ohel                               |
| 45 | Big Blind Antes No-limit Hold'em (30 minute levels)                                | 1 000 $       | 1 712    | Mario Prats Garcia                 | 258 255 $    | Matthew Hunt                             |
| 46 | Mixed Omaha hi-lo 8 or better/Seven Card Stud hi-lo 8 or better                    | 2 500 $       | 402      | David Brookshire                   | 214 291 $    | Brendan Taylor                           |
| 47 | WSOP.com Online Pot-limit Omaha 6-handed                                           | 565 $         | 1 223    | Matthew Mendez                     | 135 078 $    | Marton Czuczor                           |
| 48 | No-limit Hold'em Monster Stack                                                     | 1 500 $       | 6 260    | Tommy Nguyen                       | 1 037 451 $  | James Carroll                            |
| 49 | Pot-limit Omaha 8-handed Championship                                              | 10 000 $      | 476      | Loren Klein (en)                   | 1 018 336 $  | Rep Porter (en)                          |
| 50 | Razz                                                                               | 1 500 $       | 389      | Jay Kwon                           | 125 431 $    | Dzmitry Urbanovich                       |
| 51 | No-limit Hold'em Bounty                                                            | 1 500 $       | 1 983    | Ryan Leng                          | 272 765 $    | Ranno Sootla                             |
| 52 | Limit Hold'em Championship                                                         | 10 000 $      | 114      | Scott Seiver (en)                  | 296 222 $    | Matt Szymaszek                           |
| 53 | Pot-limit Omaha hi-lo 8 or better                                                  | 1 500 $       | 935      | Joseph Couden                      | 244 370 $    | Bruno Fitoussi                           |
| 54 | Big Blind Antes No-limit Hold'em                                                   | 3 000 $       | 1 020    | Diogo Veiga                        | 522 715 $    | Barry Hutter                             |
| 55 | Tag Team No-limit Hold'em                                                          | 1 000 $       | 1 032    | Giuseppe Pantaleo et Nikita Luther | 175 803 $    | Sho Mori, Hiroki Iwata et Kazuki Ikeuchi |
| 56 | Razz Championship                                                                  | 10 000 $      | 119      | Calvin Anderson                    | 309 220 $    | Frank Kassela (en)                       |
| 57 | Ladies No-limit Hold'em Championship                                               | 1 000 $       | 696      | Jessica Dawley                     | 130 230 $    | Jill Pike                                |
| 58 | No-limit Hold'em 6-handed                                                          | 5 000 $       | 621      | Jean-Robert Bellande (en)          | 616 302 $    | Dean Lyall                               |
| 59 | No-limit Hold'em Super Turbo Bounty                                                | 1 000 $       | 2 065    | Mike Takayama                      | 198 568 $    | Lorenc Puka                              |
| 60 | Pot-limit Omaha hi-lo 8 or better Championship                                     | 10 000 $      | 237      | Phil Galfond (en)                  | 567 788 $    | Michael Mckenna                          |
| 61 | WSOP.com Online No-limit Hold'em Championship                                      | 1 000 $       | 1 635    | Ryan Tosoc                         | 238 779 $    | Anthony Maio                             |
| 62 | Crazy Eights No-limit Hold'em 8-handed                                             | 888 $         | 8 598    | Galen Hall                         | 888 888 $    | Eduards Kudrjavcevs                      |
| 63 | WSOP.com Online No-limit Hold'em High Roller                                       | 3 200 $       | 480      | Chance Kornuth                     | 341 599 $    | David Goodman                            |
| 64 | Seven Card Stud hi-lo 8 or better Championship                                     | 10 000 $      | 141      | Dan Matsuzuki                      | 364 387 $    | Scott Bohlman                            |
| 65 | Main Event No-limit Hold'em Championship                                           | 10 000 $      | 7 874    | John Cynn (en)                     | 8 800 000 $  | Tony Miles                               |
| 66 | No-limit Hold'em                                                                   | 1 500 $       | 1 351    | Longsheng Tan                      | 323 472 $    | Lanny Levine                             |
| 67 | Pot-limit Omaha Bounty                                                             | 1 500 $       | 833      | Anderson Ireland                   | 141 161 $    | Matt O'Donnell                           |
| 68 | Little One for One Drop No-limit Hold'em                                           | 1 111 $       | 4 732    | Guoliang Wei                       | 559 332 $    | François Tosques                         |
| 69 | Pot-limit Omaha 6-handed                                                           | 3 000 $       | 901      | Ronald Keijzer                     | 475 033 $    | Romain Lewis                             |
| 70 | Limit Hold'em 6-handed                                                             | 3 000 $       | 221      | Yaser Al-Keliddar                  | 154 338 $    | Juha Helppi (en)                         |
| 71 | No-limit Hold'em (30 minute levels)                                                | 5 000 $       | 452      | Phil Hellmuth                      | 485 082 $    | Steven Wolansky                          |
| 72 | Mixed No-limit Hold'em/Pot-limit Omaha 8-handed                                    | 1 500 $       | 707      | Jordan Polk                        | 197 461 $    | Fernando Brito                           |
| 73 | Double Stack No-limit Hold'em (30 minute levels)                                   | 1 000 $       | 1 221    | Denis Timofeev                     | 199 586 $    | Leo Margets                              |
| 74 | Big Blind Antes No-limit Hold'em 6-handed Championship                             | 10 000 $      | 355      | Shaun Deeb (en)                    | 814 179 $    | Paul Volpe (en)                          |
| 75 | Closer                                                                             | 1 500 $       | 3 120    | Joe Cada                           | 612 886 $    | Paawan Bansal                            |
| 76 | H.O.R.S.E.                                                                         | 3 000 $       | 354      | Brian Hastings (en)                | 233 202 $    | Andrew Brown                             |
| 77 | High Roller (Big Blind Antes)                                                      | 50 000 $      | 128      | Ben Yu (en)                        | 1 650 773 $  | Sean Winter                              |
| 78 | Big One for One Drop No-limit Hold'em                                              | 1 000 000 $   | 27       | Justin Bonomo                      | 10 000 000 $ | Fedor Holz                               |